# Julana
Julana è una città dell'India di 13.641 abitanti, situata nel distretto di Jind, nello stato federato dell'Haryana. In base al numero di abitanti la città rientra nella classe IV (da 10.000 a 19.999 persone).

## Geografia fisica
La città è situata a 29° 7' 60 N e 76° 25' 0 E e ha un'altitudine di 215 m s.l.m..

## Società

### Evoluzione demografica
Al censimento del 2001 la popolazione di Julana assommava a 13.641 persone, delle quali 7.235 maschi e 6.406 femmine. I bambini di età inferiore o uguale ai sei anni assommavano a 2.275, dei quali 1.251 maschi e 1.024 femmine. Infine, coloro che erano in grado di saper almeno leggere e scrivere erano 8.394, dei quali 5.055 maschi e 3.339 femmine.